# غريغ كولمان
غريغ كولمان (بالإنجليزية: Greg Coleman)‏ هو لاعب كرة قدم أمريكية أمريكي، ولد في 9 سبتمبر 1954 في جاكسونفيل في الولايات المتحدة.

## وصلات خارجية
- غريغ كولمان على موقع مرجع كرة القدم المحترفة.كوم (الإنجليزية)